# العمران (تونس)

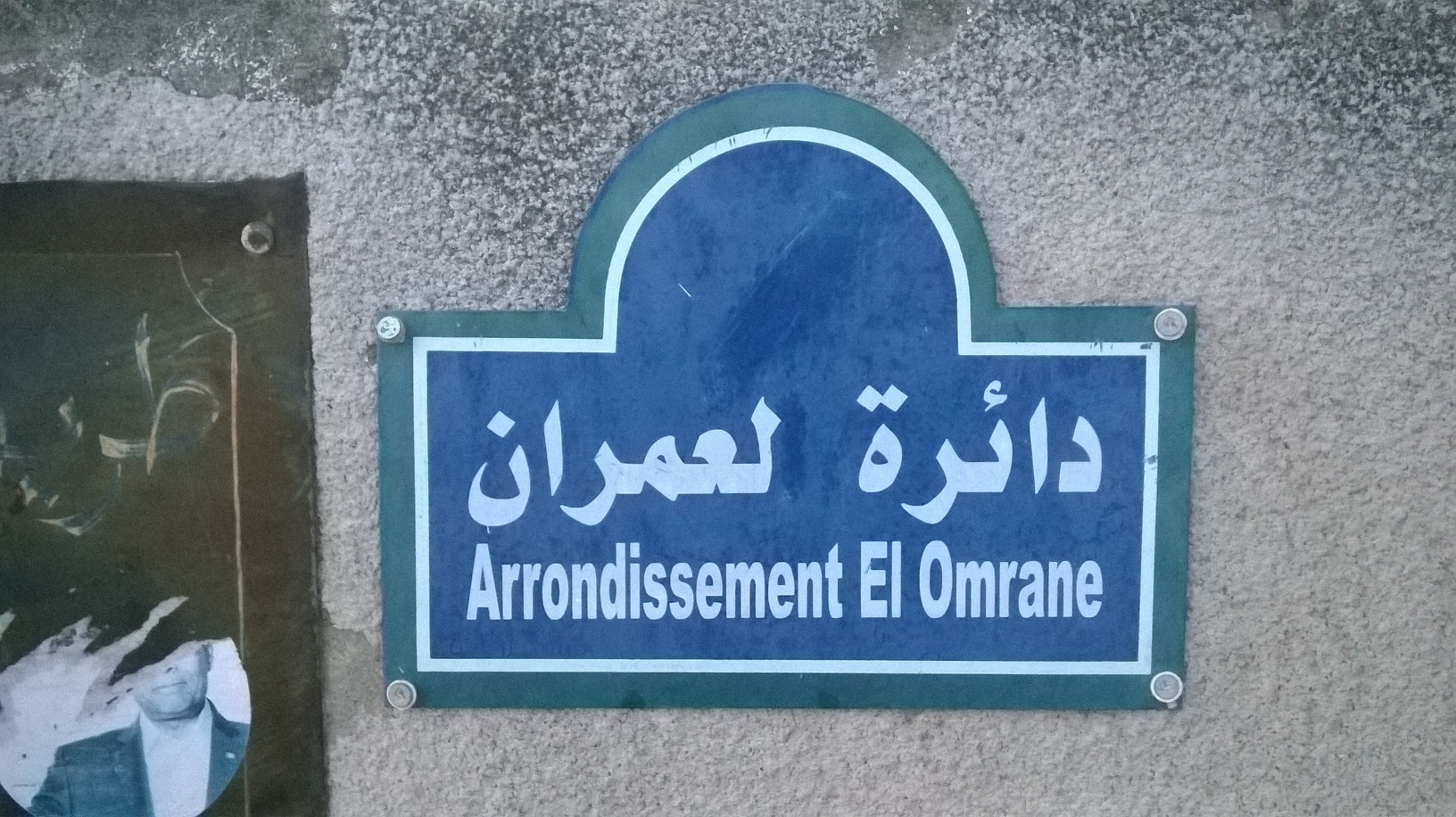
لوحة علامة دائرة العمران

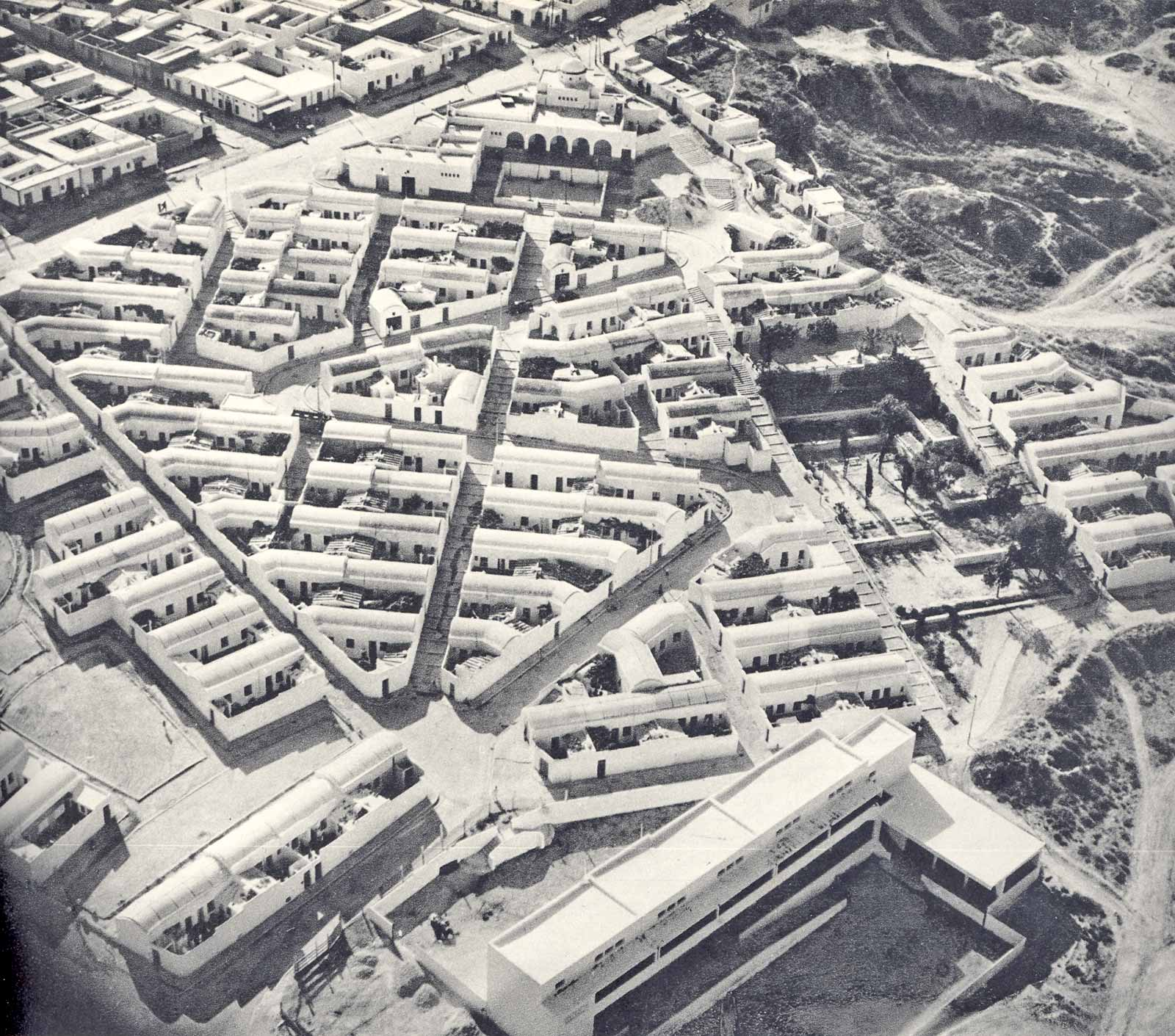
منظر للعمران عام 1951

العمران هي إحدى الدوائر البلدية لمدينة تونس، كان يسمى في عهد الاستعمار الفرنسي «فرانس فيل» أي المدينة الفرنسية، إذ كان يقطنه العديد من أفراد الجالية الفرنسية بتونس.
تحتضن دائرة العمران العديد من المنشئات والمؤسسات منها:

## التعليمية
- المعهد العالي للفن المسرحي بتونس (سابقا كنيسة مسيحية ثم مقر بلدية العمران)
- المعهد النموذجي راضية الحداد بالعمران
- معهد الفنون بالعمران
- المعهد الاعدادي أبو القاسم الشابي
- المعهد العالي للمحماة
- المدرسة الاساسية بنهج بشارة الخوري
- مدرسة بئر الكرم بحي الزياتين
- المدرسة الفرنسية روبار داسنوس
- مركزين للتكوين المهني وجامعتين ومعهد حرّ وعدد مهم من رياض الأطفال والمدارس الابتدائية الحرة بالإضافة إلى جمعيات ومؤسسات تعليمية خاصة بتدريس الأطفال المتوحدين.

## الرياضة والترفيه
```
الدائرة البلدية بالعمران هي موطن 
الشبيبة الرياضية بالعمران
 (JSO) كما يوجد بالدائرة ثلاثة ملاعب رياضية إضافة إلى حديقة عمومية معشبة تم إعادة صيانتها كليا سنة 
2020
 وهي تقع في مركز تقاطع الدائرة.
```

تحتوى كذلك على عدد 02 فنادق نزل المشتل سابقا وحاليا ماركير ونزل صاحب الطابع، كما تتضمن على عديد المقاهي اشهرها مقهى الكواكب واللذي يعود إلى عهد الإستعمار الفرنسي وكان بعد الاستقلال قاعة تقام بها الحفلات حيث غنى به ثلة من النجوم كعلي الرياحي والمطرب المصري شفيق جلال وآخرين.

## الخدماتية
```
يرتكز بالدائرة البلدية فرعين بنكيين وهما 
بنك الأمان
 بشارع الهادي السيعدي وآخر 
للبنك العربي لتونس
 بنهج أحمد شوقى بمركز الدائرة، كما تتضمن على مكتب 
للبريد التونسي
 وفرع إداري 
للشركة التونسية للكهرباء والغاز
 بنهج بلحسن بن شعبان ويحاذيها المركز الوطني للإعلامية، وادرة الملكية الفنية، كما أن دائرة العمران هي مركز لتعليم سياقة السيارات.
```

ترتكز بالمنطقة كذلك ثلاثة محطات لبيع المحروقات وهي عجيل وأويليبيا وشال.

## الصحية
- مستوصف
- مركز إستعجالي
- مصحة تابعة للصندوق الوطني للضمان الاجتماعي
- أطباء طب عام وأسنان

## الدينية
- جامع العمران

## الأمنية والعسكرية
تتضمن الدائرة قاعدة عسكرية تابعة لجيش البر التونسي.

### مواضيع ذات علاقة
- ولاية تونس.
- معتمدية العمران.